# 15 gennaio
Il 15 gennaio è il 15º giorno del calendario gregoriano. Mancano 350 giorni alla fine dell'anno (351 negli anni bisestili).

## Eventi
- 69 – Viene ucciso in una congiura l'imperatore romano Galba, primo fra i quattro imperatori di quell'anno

- 303 – A Nora viene martirizzato Sant'Efisio

- 1296 – Il Parlamento siciliano riunito al Castello Ursino di Catania riconosce Federico III come re di Sicilia
- 1466 – Il terremoto dell'Irpinia provoca immensi danni e centinaia di morti nell'Italia meridionale.
- 1559 – Elisabetta I d'Inghilterra viene incoronata nell'Abbazia di Westminster.
- 1582 – La Russia cede Livonia ed Estonia alla Polonia.
- 1759 – Il British Museum di Londra apre al pubblico.
- 1777 – Guerra d'indipendenza americana: il New Connecticut (l'odierno Vermont) dichiara la sua indipendenza.
- 1782 – Il sovrintendente alle finanze Robert Morris si presenta davanti al Congresso per raccomandare la fondazione di una zecca e l'adozione della monetazione decimale.
- 1892 – James Naismith pubblica le regole della pallacanestro.
- 1919
  - Ignacy Jan Paderewski diventa premier della Polonia.
  - Berlino: soldati dei Freikorps rapiscono ed uccidono Rosa Luxemburg e Karl Liebknecht.
  - Termina la Rivolta spartachista
- 1934 – Un terremoto colpisce il Nepal e l'India; i morti sono circa 10 700.
- 1936 – Il primo edificio completamente rivestito in vetro viene completato a Toledo.
- 1943 – Viene completata l'edificazione del Pentagono sede del Dipartimento della difesa statunitense.
- 1944 – Un terremoto colpisce la zona di San Juan in Argentina; i morti sono circa 5.000.
- 1945 – Viene fondata l'agenzia di stampa ANSA.
- 1947 – Viene trovata morta Elizabeth Short
- 1951 – Ilse Koch, moglie del comandante del Campo di concentramento di Buchenwald, viene condannata all'ergastolo da una corte della Germania Ovest.
- 1967 – Viene disputato il primo Super Bowl. I Green Bay Packers sconfiggono i Kansas City Chiefs per 35 a 10.
- 1968 – La notte tra il 14 ed il 15 gennaio, nella Sicilia occidentale, si verifica il terremoto del Belice, che provoca vittime, ingenti danni, e la distruzione parziale o totale di alcuni paesi, come nel caso di Gibellina, Salaparuta, Poggioreale e Montevago, che verranno poi ricostruiti.
- 1969 – L'Unione Sovietica lancia la Sojuz 5.
- 1970
  - Dopo 32 mesi di lotta per l'indipendenza dalla Nigeria, il Biafra si arrende.
  - Mu'ammar Gheddafi viene proclamato premier della Libia.
- 1971 – Inaugurazione della Diga di Assuan sul Nilo.[1]
- 1973 – Guerra del Vietnam: citando i progressi nei negoziati di pace, il presidente statunitense Richard Nixon annuncia la sospensione delle azioni offensive sul Vietnam del Nord.
- 1974 – Happy Days debutta sulla rete televisiva ABC.
- 1975 – Il Portogallo concede l'indipendenza all'Angola.
- 1976 – L'aspirante assassina di Gerald Ford, Sara Jane Moore, viene condannata all'ergastolo.
- 1987 – Per la prima volta la pubblicità viene inserita in un home video: è uno spot di Diet Pepsi nella VHS di Top Gun.
- 1990 – Un errore di programmazione paralizza la rete telefonica AT&T negli USA. Sessanta milioni di persone rimangono scollegate dalla rete e settanta milioni di chiamate vengono interrotte.
- 1992 – La Comunità europea riconosce formalmente la Slovenia e la Croazia.
- 1993 – Viene catturato e arrestato Salvatore Riina. Il latitante viene arrestato dai Carabinieri mentre percorre in auto la circonvallazione di Palermo, assieme al boss di San Lorenzo Salvatore Biondino. Riina è disarmato e non oppone resistenza. Era latitante dal 1969.
- 2001 – Nasce, apparendo su Internet, Wikipedia, un'enciclopedia libera basata su Wiki.
- 2002 – Nasce il servizio di Mobile Number Portability.
- 2005 – Arrivano sulla Terra le foto della Sonda Huygens su Titano.
- 2007 – Collisione nello Stretto di Messina. Scontro tra il "Segesta Jet" e la "Susan Borchard" con un bilancio di 4 morti e un centinaio di feriti.
- 2008 – Alcuni studenti dell'università La Sapienza di Roma manifestano contro papa Benedetto XVI che è costretto ad annullare la sua lectio magistralis.
- 2009 – Ammaraggio di emergenza nel fiume Hudson, a New York, del Volo US Airways 1549.

## Nati
Ci sono circa 1 330 voci su persone nate il 15 gennaio; vedi la pagina Nati il 15 gennaio per un elenco descrittivo o la categoria Nati il 15 gennaio per un indice alfabetico.

## Morti
Ci sono circa 560 voci su persone morte il 15 gennaio; vedi la pagina Morti il 15 gennaio per un elenco descrittivo o la categoria Morti il 15 gennaio per un indice alfabetico.

## Feste e ricorrenze

### Religiose
Cristianesimo:
- Vergine dei Poveri di Banneux
- Sant'Abeluzius, (Chiesa ortodossa etiope)
- Sant'Ableberto (Emeberto), vescovo
- Sant'Arnold Janssen, fondatore
- Sant'Arsenio da Armo, eremita
- San Bonito di Clermont, vescovo
- San Botonto, martire
- San Ceolwulf di Northumbria, re di Northumbria e monaco
- San Cosma di Maiuma, vescovo
- San Diego de Soto, mercedario, martire
- Sant'Efisio, martire
- San Francesco Fernández de Capillas, domenicano, martire
- San Giovanni Calibita, monaco
- Sant'Ita, vergine
- San Malardo di Chartres, vescovo
- San Mauro, abate benedettino
- San Paolo di Tebe, eremita
- San Probo di Rieti, vescovo
- San Romedio, eremita
- San Sawyl Felyn, il "rosso", re di Dyfed
- Santa Secondina di Anagni, martire
- Santa Tarsicia di Rodez, martire
- San Viatore di Bergamo, vescovo
- Beato Angelo da Gualdo Tadino, eremita
- Beato Giacomo l'Elemosiniere, terziario dell'ordine dei Servi di Maria
- Beati Martiri spagnoli del Patronato di San Giuseppe:
  - Beato Donato Rodriguez Garcia, laico
  - Beato Emilio Huidobro Corrales, laico
  - Beato German Garcia Garcia, laico
  - Beato Valentin Palencia Marquina, sacerdote
  - Beato Zacarias Cuesta Campo, laico
- Beato Nicola Gross, martire
- Beato Pietro di Castelnau, sacerdote certosino

Religione romana antica e moderna:
- Carmentalia, secondo e ultimo giorno (ricorrenza della dedica del tempio di Carmenta)